# 雞蛋花
雞蛋花（学名：Plumeria rubra），又名紅花緬梔，为夹竹桃科缅梔属的植物。分布在南美洲、墨西哥、亚热带、热带亚洲以及中国大陆的广东、广西、云南、福建等地，目前已由人工引种栽培。

## 别名
缅梔子（植物名实图考）；大季花、鸭脚木（广西）、蛋黄花、印度素馨

## 参考文献

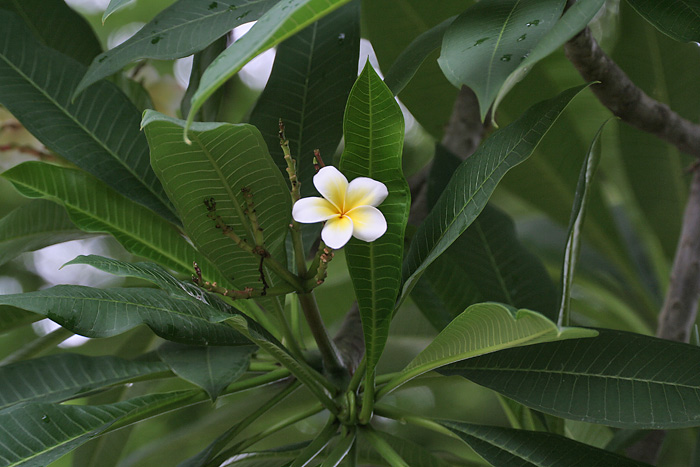
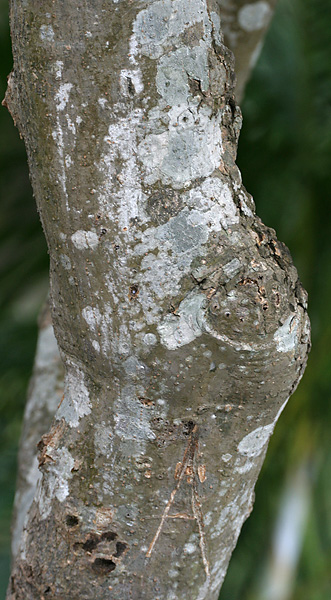
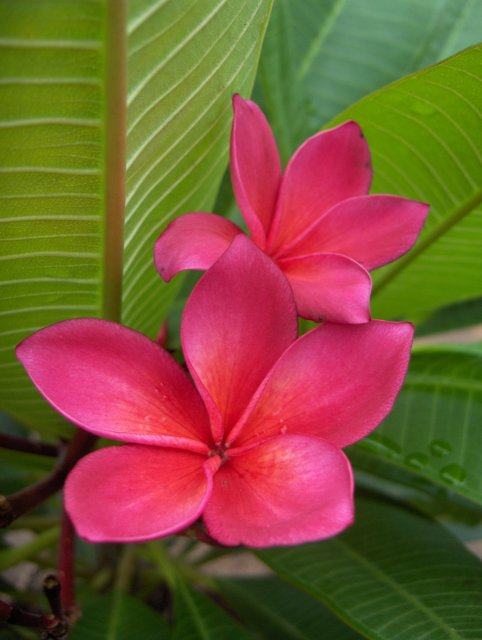

## 延伸阅读
[在维基数据编辑]
 《植物名實圖考·緬梔子》，出自吳其濬《植物名實圖考》

## 外部連結
- （繁體中文）（英文） 雞蛋花 Jidanhua （页面存档备份，存于） 藥用植物圖像資料庫 (香港浸會大學中醫藥學院)
- 雞蛋花 Jidanhua （页面存档备份，存于） 中藥材圖像數據庫 (香港浸會大學中醫藥學院)